# بيتر مور (أستاذ جامعي)
بيتر مور (بالإنجليزية: Peter Moore)‏ هو عالم كيمياء حيوية وأحيائي وكيميائي أمريكي، ولد في 15 أكتوبر 1939 في ماساتشوستس في الولايات المتحدة.